# Philippe Sokolow
Pas d'image ? Cliquez ici

a Compétitions nationales et continentales officielles uniquement.

b Matchs officiels uniquement.
Philippe Sokolow, né le 12 mars 1963, est un joueur français de rugby à XIII dans les années 1980 et 1990.
Il joue durant sa carrière sportive au sein ds clubs de l'A.S. Carcassonne, le F.C. Lézignan et le XIII Limouxin. Avec Carcassonne, il remporte à deux reprises le titre de la Coupe de France en 1983 et 1990.

## Palmarès

### En tant que joueur
- Collectif : 
  - Vainqueur de la Coupe de France : 1983, 1990 (Carcassonne) et 1996 (Limoux).
  - Finaliste du Championnat de France : 1990 (Carcassonne).
  - Finaliste de la Coupe de France : 1982 (Carcassonne).